# Zofia Gutentag
Zofia Gutentag, także Zofia Gutentażanka, Zofia Gutentag-Davidson (ur. 1893 w Łodzi, zm. 1989 w San Antonio) – polska artystka żydowskiego pochodzenia, członkini Jung Idysz.

## Życiorys
Urodziła się w 1893 roku w Łodzi, w rodzinie Szymona i Heleny z Moszkowiczów, tam także ukończyła szkołę średnią. Studiowała w Warszawie, prawdopodobnie w Szkole Sztuk Pięknych, po czym kontynuowała naukę Akademii Sztuk Pięknych w Zurychu i w Monachium, w pracowni Wilhelma von Debschitza. Do tematów prac malarskich Gutentag należały martwe natury, pejzaże i portrety. Oprócz malarstwa, tworzyła także rzeźby, grafikę i sztukę użytkową.
Powróciła do Łodzi ok. 1917 roku, gdzie należała do trzonu grupy artystyczno-literackiej Jung Idysz. Wraz z Idą Brauner i Polą Lindenfeld stworzyła ilustracje do tomiku Improwizacjes Moszego Brodersona i Icchaka Kacenelsona wydanego przez ugrupowanie. W 1919 roku wraz z innymi członkami Jung Idysz – Polą Lindenfeld, Idą Brauner i Wincentym Braunerem – zaangażowała się w założenie czasopisma „Tańczący Ogień”. W pierwszym i jedynym jego numerze, który ukazał się tego samego roku, choć z datą roku kolejnego, ukazały się wiersze Juliana Tuwima, Jana Lechonia, Antoniego Słonimskiego i Kazimierza Wierzyńskiego uzupełnione linorytami Brauner, Lindenfeld i Gutentag. Jedyną zachowaną pracą Gutentag z okresu działalności Jung Idysz jest linoryt z „Tańczącego Ognia”.
Na początku lat 20. Gutentag wzięła udział m.in. w Salonie Jesiennym w budynku Gminy Żydowskiej w Warszawie, gdzie wystawiała miniatury i biżuterię, zaś podczas Międzynarodowej Wystawy Młodej Sztuki w Łodzi (1923) przedstawiła wraz z Brauner emalie na miedzi, rzeźby w kości słoniowej i batiki. Od lat 20. prowadziła lekcje rysunku w Łodzi, m.in. w gimnazjum żeńskim Józefa Aba.
Wyszła za mąż za Szymona Davidsona. W okresie II wojny światowej wyjechała do ZSRR, zaś po wojnie osiadła w San Antonio. W Stanach Zjednoczonych tworzyła martwe natury, pejzaże i portrety.
Zmarła w 1989 roku w San Antonio.